# 363 a.C.

## Eventos
- Lúcio Emílio Mamercino e Cneu Genúcio Aventinense, cônsules romanos.[1][2]
- Lúcio Mânlio Imperioso, ditador romano,[1][3] com Lúcio Pinário de mestre da cavalaria (magister equitum).[1] Mânlio foi eleito por causa de uma praga que assolava Roma, para cumprir o ritual de pregar um prego na divisão de uma parede do templo de Júpiter Capitolino, o que fez terminar a praga.[3]
- Caríclides (ou Caráclides), arconte de Atenas.[4][5]
- Clearco[Nota 1] se torna tirano de Heracleia Pôntica. Ele governou por doze anos.[3]
- Timóteo captura as cidades de Torona e Potideia, e levanta o cerco a Cízico.[3]
- Os árcades tentam fazer um acordo de paz com Élis, porém Mantineia se opõe. Os árcades se aliam a Atenas e Esparta, enquanto Mantineia se alia a Tebas. Epaminondas tenta capturar Esparta, mas é repelido por Agesilau. Os atenienses impedem a captura de Mantineia. Na batalha que opôs os lacedemônios e os árcades, de um lado, contra os tebanos, do outro, os tebanos são vitoriosos, mas Epaminondas é mortalmente ferido.[3]

## Mortes
- Epaminondas, ferido em batalha contra os espartanos e os árcades.[3][Nota 2]